# Sân vận động Quốc gia, Singapore
Sân vận động Quốc gia Singapore (tiếng Anh: Singapore National Stadium) là một sân vận động đa năng ở Kallang, Singapore. Sân được khánh thành vào ngày 30 tháng 6 năm 2014. Sân được xây dựng trên nền đất của Sân vận động Quốc gia cũ, đã đóng cửa vào năm 2007 và bị phá hủy vào năm 2010. Sân vận động có sức chứa 55.000 chỗ ngồi. Đây là sân nhà của đội tuyển bóng đá quốc gia Singapore. Sân vận động này là trung tâm của dự án Trung tâm Thể thao Singapore — một khu phức hợp thể thao và giải trí bao gồm Sân vận động Quốc gia, Sân vận động trong nhà Singapore gần đó và các địa điểm tổ chức sự kiện khác.
Sân vận động Quốc gia là một trong những công trình có cấu trúc mái vòm lớn nhất thế giới. Sân có thiết kế thông gió tự nhiên với mái che có thể thu vào và có các cấu hình dành cho bóng đá, bóng bầu dục, điền kinh và cricket. Sân vận động này là địa điểm chính của Đại hội Thể thao Đông Nam Á 2015, và đã tổ chức các trận đấu của Giải vô địch bóng đá Đông Nam Á vào các năm 2014, 2018 và 2020.

## Lịch sử
Năm 2007, Chính phủ Singapore chấp nhận đấu thầu dự án xây dựng Sân vận động Quốc gia mới và một khu phức hợp thể thao và giải trí đi kèm xung quanh sân vận động (bao gồm một trung tâm thể thao dưới nước). Alpine Mayreder đề xuất thiết kế lấy cảm hứng từ Allianz Arena ở München, Singapore Gold đề xuất thiết kế "Premier Park" (sẽ có mái che có thể thu vào và mái che này có thể sử dụng làm màn chiếu), trong khi Singapore Sports Hub Consortium (SSHC) đề xuất thiết kế "Cool Dome", bao gồm một sân vận động lấy cảm hứng từ hình móng ngựa, có thiết kế thông gió tự nhiên với mái che có thể thu vào.
Vào ngày 19 tháng 1 năm 2008, Chính phủ Singapore chỉ định SSHC là nhà thầu xây dựng dự án Trung tâm Thể thao và sân vận động. Công việc xây dựng dự kiến sẽ hoàn thành vào năm 2011. Bộ trưởng Bộ Phát triển Cộng đồng, Thanh niên và Thể thao Vivian Balakrishnan tuyên bố rằng thiết kế của SSHC là "tốt nhất để xây dựng một khu liên hợp thể thao đẳng cấp", và "thể hiện những điểm mạnh đáng kể trong việc thiết kế, văn hóa đồng đội và quan hệ đối tác, chức năng và bố cục".
Do cuộc khủng hoảng tài chính năm 2008 và chi phí xây dựng tăng vọt, Công việc xây dựng sân vận động mới được bắt đầu vào năm 2010. Đến tháng 9 năm 2011, công việc đóng cọc và nền móng của sân vận động đã hoàn thành và công việc lắp khung thép cố định mái che của sân được bắt đầu. Vào tháng 7 năm 2013, khung thép cuối cùng cho 'giàn đường băng' của mái che đã được lắp đặt, đánh dấu hoàn thành công việc lắp đặt khung thép cố định mái che của Sân vận động Quốc gia để chuẩn bị lắp đặt mái che có thể thu vào. Sân vận động này dự kiến hoàn thành vào tháng 4 năm 2014, tuy nhiên, vào tháng 2 năm 2014, Giám đốc điều hành Trung tâm Thể thao Singapore Philippe Collin Delavaud tuyên bố rằng lễ khánh thành Sân vận động Quốc gia được dời sang tháng 6 năm 2014.
Sự kiện thể thao đầu tiên được tổ chức tại đây là giải đấu bóng bầu dục mười người World Club 10s vào tháng 6 năm 2014.

## Thiết kế

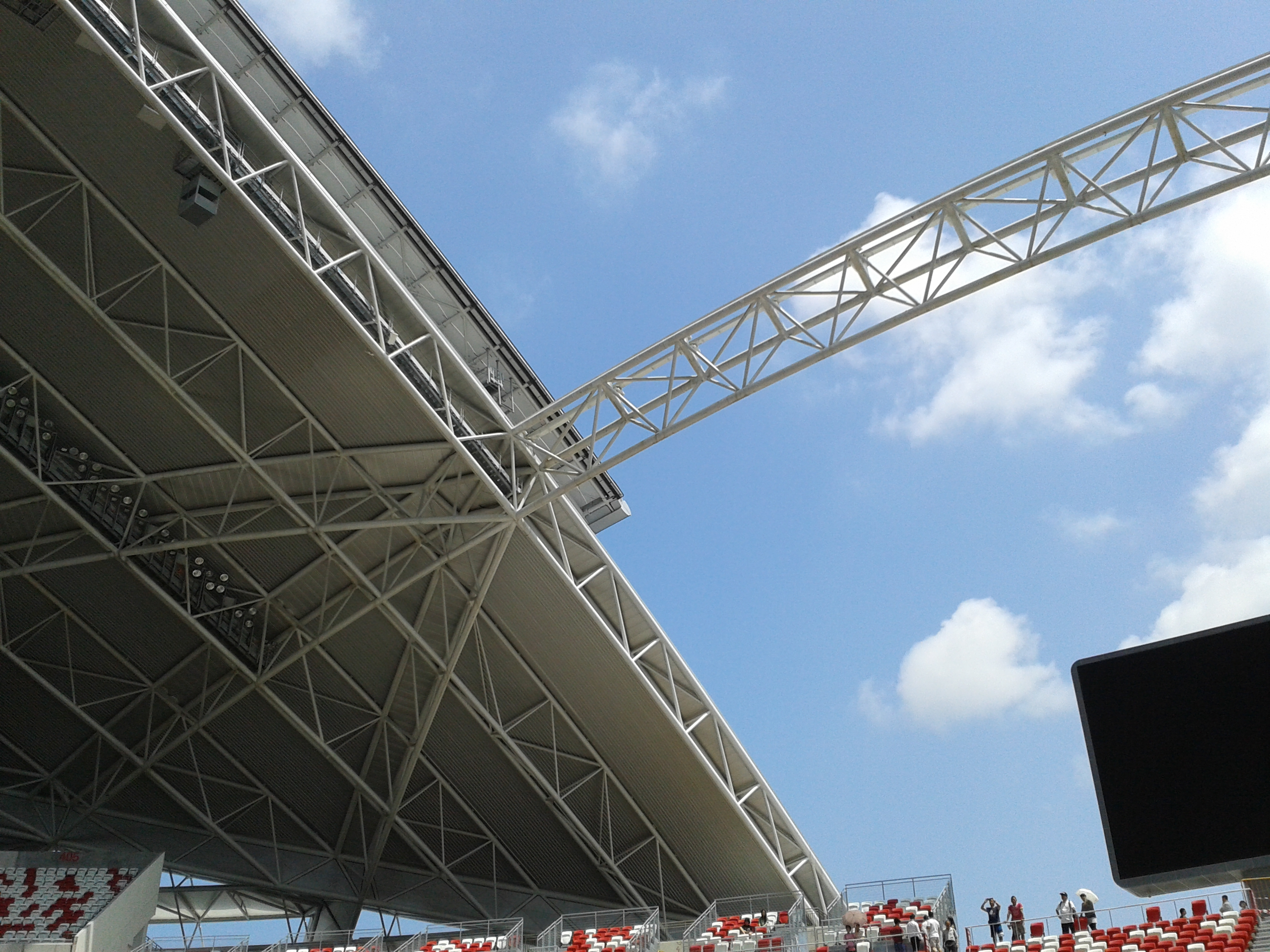
Mái che có thể thu vào của sân vận động

Sân vận động được xây dựng trên khu đất rộng 75.000 m2 (810.000 foot vuông), có mái vòm thép cao 83 m (272 ft) với mái che có thể thu vào. Đây là công trình có cấu trúc mái vòm lớn nhất thế giới. Do Singapore nằm trong vùng khí hậu nhiệt đới nên mái che của sân được thiết kế để phản chiếu ánh sáng mặt trời nhằm cách nhiệt với bên trong sân, trong khi hệ thống thông gió tự nhiên được sử dụng để làm mát các khán đài. Nhờ đó, sân vận động sử dụng ít năng lượng hơn so với một sân vận động có quy mô tương đương.
Sân vận động này có các cấu hình dành cho bóng đá, bóng bầu dục, điền kinh và cricket. Trong cấu hình bóng đá và bóng bầu dục, tầng ghế ngồi thấp nhất có thể di chuyển về phía trước (che khuất đường chạy điền kinh bên dưới) để giúp khán giả có thể theo dõi trận đấu một cách rõ ràng. Phải mất khoảng 48 giờ để điều chỉnh lại và sắp xếp chỗ ngồi cho phù hợp với sự kiện sắp tới.

### Mặt sân
Khi sân vận động mới được khánh thành, sân sử dụng mặt cỏ Desso GrassMaster — một loại cỏ hỗn hợp bao gồm cỏ tự nhiên kết hợp với cỏ nhân tạo. Sau khi chất lượng mặt sân bị chỉ trích dữ dội (mà đỉnh điểm là đội tuyển rugby union quốc gia New Zealand hủy một trận đấu bóng bầu dục tại sân vận động này trong chuyến du đấu tháng 11 năm 2014 do lo ngại các cầu thủ có thể bị chấn thương), vào tháng 5 năm 2015, mặt cỏ GrassMaster được thay thế bằng Eclipse Stabilised Turf — một loại cỏ hỗn hợp do công ty HG Turf của Úc sản xuất.
Giám đốc điều hành Trung tâm Thể thao Singapore Oon Jin Teik cho biết vi khí hậu độc đáo của sân vận động đã đặt ra những thách thức trong việc chăm sóc và duy trì mặt cỏ GrassMaster.

## Giao thông

### Hệ thống giao thông đại chúng tốc độ cao (MRT)
Sân vận động nằm ở phía trên ga MRT Sân vận động thuộc Tuyến Vòng tròn. Các chuyến tàu đến sau mỗi năm đến sáu phút trong giờ bình thường và hai đến ba phút trong giờ cao điểm và trong những ngày diễn ra sự kiện. Các ga MRT khác gần sân là ga MRT Kallang được kết nối bằng lối đi có mái che và ga MRT Mountbatten. Ga MRT Tanjong Rhu sắp tới sẽ hỗ trợ cho các ga hiện có sau khi hoàn thành vào năm 2024.

### Xe buýt và taxi
Các điểm dừng xe buýt nằm xung quanh khu liên hợp Trung tâm Thể thao Singapore, dọc theo Đường đi bộ Sân vận động, Đại lộ Sân vận động và Đường cao tốc Nicoll, với các xe buýt phục vụ các quận lân cận và thành phố. Các điểm đón taxi cũng rất gần Sân vận động Quốc gia, Sân vận động trong nhà Singapore và Công viên giải trí Kallang, rất thuận tiện để di chuyển.

## Thể thao

### Giải vô địch bóng đá Đông Nam Á 2014
| Ngày                 | Thời gian (UTC+07) | Đội #1    | Kết quả | Đội #2    | Vòng      | Khán giả |
| -------------------- | ------------------ | --------- | ------- | --------- | --------- | -------- |
| 23 tháng 11 năm 2014 | 20:10              | Singapore | 1–2     | Thái Lan  | Vòng bảng |          |
| 26 tháng 11 năm 2014 | 19:30              | Myanmar   | 2–4     | Singapore | Vòng bảng |          |
| 29 tháng 11 năm 2014 | 20:00              | Singapore | 1–3     | Malaysia  | Vòng bảng |          |

### Đại hội Thể thao Đông Nam Á 2015
Sân vận động này là một trong những địa điểm tổ chức Đại hội Thể thao Đông Nam Á 2015. Tại SEA Games 2015, sân đã tổ chức lễ khai mạc và bế mạc, các nội dung thi đấu môn điền kinh và các trận đấu môn bóng đá.
| Ngày                | Thời gian (UTC+07) | Đội #1   | Kết quả | Đội #2    | Vòng                  | Khán giả |
| ------------------- | ------------------ | -------- | ------- | --------- | --------------------- | -------- |
| 13 tháng 6 năm 2015 | 14:00              | Myanmar  | 2–1     | Việt Nam  | Bán kết               |          |
| 13 tháng 6 năm 2015 | 20:30              | Thái Lan | 5–0     | Indonesia | Bán kết               |          |
| 15 tháng 6 năm 2015 | 14:00              | Việt Nam | 5–0     | Indonesia | Tranh huy chương đồng |          |
| 15 tháng 6 năm 2015 | 20:30              | Myanmar  | 0–3     | Thái Lan  | Chung kết             |          |

### Giải vô địch bóng đá Đông Nam Á 2018
| Ngày                 | Thời gian (UTC+07) | Đội #1    | Kết quả | Đội #2     | Vòng      | Khán giả |
| -------------------- | ------------------ | --------- | ------- | ---------- | --------- | -------- |
| 9 tháng 11 năm 2018  | 20:00              | Singapore | 1–0     | Indonesia  | Vòng bảng | 30.783   |
| 21 tháng 11 năm 2018 | 19:30              | Singapore | 6–1     | Đông Timor | Vòng bảng | 18.408   |

### Giải vô địch bóng đá Đông Nam Á 2020
| Ngày                 | Thời gian (UTC+07) | Đội #1      | Kết quả | Đội #2      | Vòng              | Khán giả |
| -------------------- | ------------------ | ----------- | ------- | ----------- | ----------------- | -------- |
| 5 tháng 12 năm 2021  | 17:30              | Đông Timor  | 0–2     | Thái Lan    | Vòng bảng         | 2.432    |
| 5 tháng 12 năm 2021  | 20:55              | Singapore   | 3–0     | Myanmar     | Vòng bảng         | 7.558    |
| 8 tháng 12 năm 2021  | 17:30              | Myanmar     | 2–0     | Đông Timor  | Vòng bảng         | 970      |
| 8 tháng 12 năm 2021  | 20:30              | Philippines | 1–2     | Singapore   | Vòng bảng         | 8.922    |
| 11 tháng 12 năm 2021 | 17:30              | Đông Timor  | 0–7     | Philippines | Vòng bảng         | 420      |
| 11 tháng 12 năm 2021 | 20:30              | Thái Lan    | 4–0     | Myanmar     | Vòng bảng         | 1.142    |
| 14 tháng 12 năm 2021 | 17:30              | Philippines | 1–2     | Thái Lan    | Vòng bảng         | 2.559    |
| 14 tháng 12 năm 2021 | 20:30              | Singapore   | 2–0     | Đông Timor  | Vòng bảng         | 8.518    |
| 18 tháng 12 năm 2021 | 20:30              | Thái Lan    | 2–0     | Singapore   | Vòng bảng         | 9.540    |
| 19 tháng 12 năm 2021 | 20:30              | Malaysia    | 1–4     | Indonesia   | Vòng bảng         | 7.082    |
| 22 tháng 12 năm 2021 | 20:30              | Singapore   | 1–1     | Indonesia   | Bán kết lượt đi   | 9.952    |
| 23 tháng 12 năm 2021 | 20:30              | Việt Nam    | 0–2     | Thái Lan    | Bán kết lượt đi   | 7.355    |
| 25 tháng 12 năm 2021 | 20:30              | Indonesia   | 4–2     | Singapore   | Bán kết lượt về   | 9.982    |
| 26 tháng 12 năm 2021 | 20:30              | Thái Lan    | 0–0     | Việt Nam    | Bán kết lượt về   | 8.121    |
| 29 tháng 12 năm 2021 | 20:30              | Indonesia   | 0–4     | Thái Lan    | Chung kết lượt đi | 6.290    |
| 1 tháng 1 năm 2022   | 20:30              | Thái Lan    | 2–2     | Indonesia   | Chung kết lượt về | 7.429    |

### Giải vô địch bóng đá ASEAN 2024
| Ngày                 | Thời gian (UTC+07) | Đội #1    | Kết quả | Đội #2    | Vòng      | Khán giả |
| -------------------- | ------------------ | --------- | ------- | --------- | --------- | -------- |
| 14 tháng 12 năm 2024 | 18:00              | Singapore | 2–1     | Campuchia | Vòng bảng | 12.391   |
| 20 tháng 12 năm 2024 | 19:30              | Singapore | 2–4     | Thái Lan  | Vòng bảng | 22,611   |

#### Bóng đá

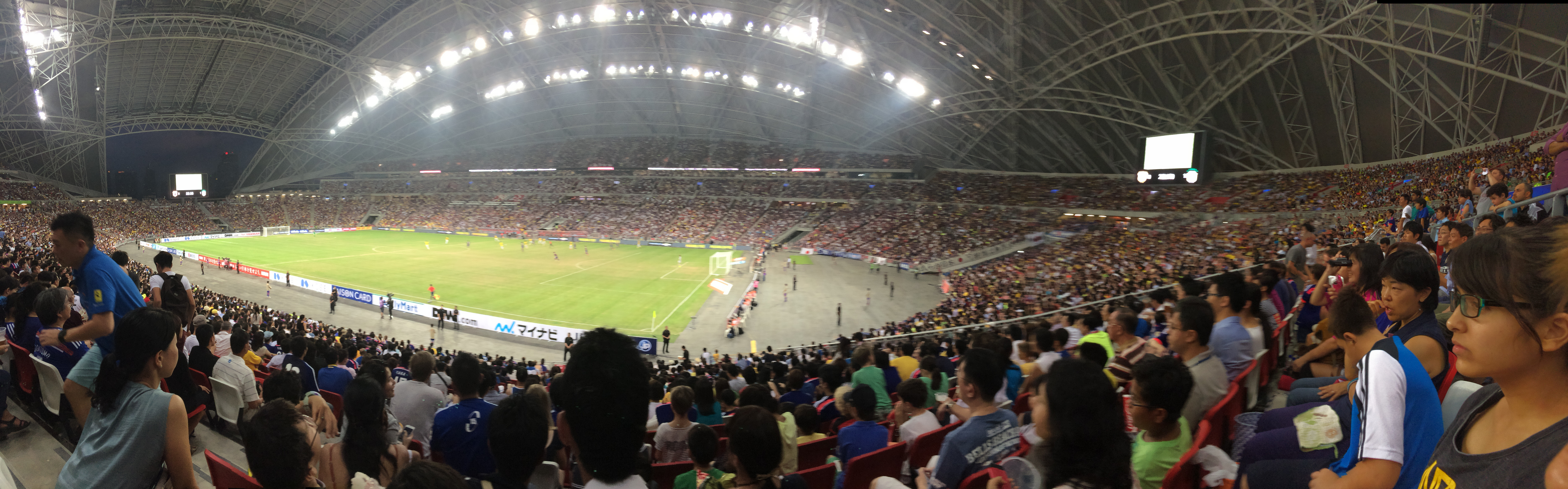
Sân vận động Quốc gia mới trong trận đấu giao hữu quốc tế giữa Brasil và Nhật Bản

Trận đấu bóng đá đầu tiên được tổ chức tại sân vận động là trận đấu giao hữu giữa Singapore Selection XI và Juventus vào tháng 8 năm 2014. Trận đấu giao hữu giữa Brasil và Nhật Bản vào tháng 10 năm 2014 là trận đấu đầu tiên mà 55.000 khán giả lấp đầy sân vận động này. Nơi đây cũng đã tổ chức các trận đấu của Giải vô địch bóng đá Đông Nam Á 2014 vào tháng 11 năm 2014. Đây là nơi diễn ra tất cả các trận đấu của Barclays Asia Trophy 2015, giải đấu được tổ chức tại Singapore.
Năm 2018, với tư cách là đội tham dự Giải vô địch bóng đá Đông Nam Á 2018, Singapore đã thi đấu hai trận đấu vòng bảng tại đây với tư cách là đội chủ nhà.
Vào ngày 15 tháng 7 năm 2022, sân vận động này đã tổ chức trận đấu giao hữu trước mùa giải Standard Chartered Singapore Trophy 2022 giữa Liverpool và Crystal Palace, hai câu lạc bộ đang thi đấu tại Premier League. Trận đấu có 50.217 khán giả dự khán.

#### Bóng bầu dục
Sự kiện đầu tiên được tổ chức tại sân vận động là giải đấu World Club 10s vào tháng 6 năm 2014.

### Buổi hòa nhạc
| Các buổi hòa nhạc được tổ chức tại Sân vận động \| 2014 \| 2014 \| 2014 \| 2014 \| \| ------------------------------- \| --------------------- \| ------------------------------------------------------------------------------- \| -------------------------------------------------------------------------------------------------------------------------------------------------------------------------------------------------------------------------------------------------------------------------- \| \| 5 tháng 7 \| Tôn Yến Tư \| Kepler World Tour \| \| \| 24 tháng 10 \| Mariah Carey \| The Elusive Chanteuse Show \| \| \| 27 tháng 12 \| Châu Kiệt Luân \| OPUS 2 JAY 2014 WORLD TOUR \| \| \| 2015 \| \| \| \| \| 11 tháng 3 \| One Direction \| On the Road Again Tour \| \| \| 2016 \| \| \| \| \| 9 tháng 1 \| Trương Huệ Muội \| aMEI/AMIT UTOPIA World Tour \| \| \| 28 tháng 2 \| Madonna \| Rebel Heart Tour \| \| \| 3 tháng 9 \| Châu Kiệt Luân \| The Invincible Concert Tour 2016 \| \| \| 2017 \| \| \| \| \| 31 tháng 3 & 1 tháng 4 \| Coldplay \| A Head Full of Dreams Tour \| Buổi biểu diễn thứ hai được thêm vào ngày 31 tháng 3 sau khi vé được bán hết trong 2 giờ. \| \| 26 tháng 8 \| Foo Fighters \| Concrete and Gold Tour \| \| \| 21 tháng 10 \| Backstreet Boys \| Larger Than Life Tour \| \| \| 2018 \| \| \| \| \| 6 tháng 1 \| Châu Kiệt Luân \| THE INVINCIBLE 2 JAY CHOU CONCERT TOUR \| \| \| 2 tháng 6 \| Ngũ Nguyệt Thiên \| Life Tour \| \| \| 27 tháng 10 \| Jason Mraz \| Goods Vibes with Jason Mraz \| \| \| 2019 \| \| \| \| \| 19 tháng 1 \| BTS \| BTS World Tour: Love Yourself \| \| \| 7 tháng 3 \| Maroon 5 \| Red Pill Blues Tour \| \| \| 26 tháng 4 \| Ed Sheeran \| ÷ Tour \| \| \| 10 tháng 8 \| Westlife \| The Twenty Tour \| \| \| 30 tháng 11 & 1 tháng 12 \| U2 \| The Joshua Tree Tour 2019 \| \| \| 21 & 22 tháng 12 \| Lâm Tuấn Kiệt \| Sanctuary 2.0 World Tour 林俊杰《圣所2.0》世界巡回演唱会 \| \| \| 2020 \| \| \| \| \| 10 & 11 tháng 1 \| Châu Kiệt Luân \| Carnival World Tour 周杰倫嘉年華世界巡迴演唱會 \| \| \| 2022 \| \| \| \| \| 21 tháng 8 \| Billie Eilish \| Happier Than Ever, The World Tour \| \| \| 25 tháng 10 \| Justin Bieber \| Justice World Tour \| \| \| 4 & 5 tháng 11 \| Lâm Tuấn Kiệt \| JJ20 World Tour 《JJ 林俊傑 JJ20 世界巡迴演唱會》 \| \| \| 12 tháng 11 \| Guns N' Roses \| Guns N' Roses 2020 Tour \| \| \| 28 tháng 11 \| Maroon 5 \| 2020 Tour \| \| \| 3 tháng 12 \| Ngũ Nguyệt Thiên \| Fly to 2022 World Tour 《五月天好好好想見到你 Mayday Fly to 2022 新加坡演唱會》 \| \| \| 17 & 18 tháng 12 \| Châu Kiệt Luân \| Carnival World Tour 周杰倫嘉年華世界巡迴演唱會 \| \| \| 2023 \| \| \| \| \| 16 tháng 2 \| Red Hot Chili Peppers \| Global Stadium Tour \| \| \| 13 và 14 tháng 5 \| Blackpink \| Born Pink World Tour \| Số lượng khán giả: 97.977 Doanh thu: $18.452.183 \| \| 2024 \| \| \| \| \| 23, 24, 26, 27, 30 & 31 tháng 1 \| Coldplay \| Coldplay: Music Of The Spheres World Tour \| Tiết mục đầu tiên trong lịch sử được biểu diễn, bốn, năm và sáu buổi diễn trong một chuyến lưu diễn duy nhất tại Sân vận động Quốc gia Singapore. Tổng số khán giả: 321.113. \| \| 16 tháng 2 \| Ed Sheeran \| +–=÷× Tour \| Số lượng khán giả: 57,161 Doanh thu: $9,430,976 \| \| 2,3,4 & 7,8,9 tháng 3 \| Taylor Swift \| The Eras Tour \| Nghệ sĩ solo và nữ đầu tiên trong lịch sử lên lịch ba, bốn, năm và sáu buổi diễn trong một chuyến lưu diễn duy nhất tại Sân vận động quốc gia Singapore. Kỷ lục về số lượng khán giả là 63.000 người đã được thiết lập vào đêm chung kết. Tổng số khán giả: 368.000 người. \| \| 3,5 & 6 tháng 4 \| Bruno Mars \| 2022–2024 Tour \| Số lượng khán giả: 147,911 Doanh thu: $23,152,809 \| \| 28 tháng 9 \| Stray Kids \| Dominate World Tour \| \| \| 2025 \| \| \| \| \| 11 & 12 tháng 1 \| Mayday \| #5525 Back To That Day World Tour \| \| \| 25 & 26 tháng 1 \| Seventeen \| Right Here World Tour \| \| \| 14 & 15 tháng 2 \| Joker Xue \| Extraterrestrial World Tour \| Nghệ sĩ Trung Quốc đại lục đầu tiên biểu diễn tại Sân vận động Quốc gia; nghệ sĩ Trung Quốc đại lục đầu tiên biểu diễn hai buổi trong một chuyến lưu diễn duy nhất tại Sân vận động Quốc gia Singapore \| \| 1 tháng 3 \| G.E.M. \| I Am Gloria World Tour \| Nghệ sĩ Hồng Kông đầu tiên biểu diễn tại Sân vận động Quốc gia Singapore \| Sân vận động Quốc gia Singapore | Các buổi hòa nhạc được tổ chức tại Sân vận động \| 2014 \| 2014 \| 2014 \| 2014 \| \| ------------------------------- \| --------------------- \| ------------------------------------------------------------------------------- \| -------------------------------------------------------------------------------------------------------------------------------------------------------------------------------------------------------------------------------------------------------------------------- \| \| 5 tháng 7 \| Tôn Yến Tư \| Kepler World Tour \| \| \| 24 tháng 10 \| Mariah Carey \| The Elusive Chanteuse Show \| \| \| 27 tháng 12 \| Châu Kiệt Luân \| OPUS 2 JAY 2014 WORLD TOUR \| \| \| 2015 \| \| \| \| \| 11 tháng 3 \| One Direction \| On the Road Again Tour \| \| \| 2016 \| \| \| \| \| 9 tháng 1 \| Trương Huệ Muội \| aMEI/AMIT UTOPIA World Tour \| \| \| 28 tháng 2 \| Madonna \| Rebel Heart Tour \| \| \| 3 tháng 9 \| Châu Kiệt Luân \| The Invincible Concert Tour 2016 \| \| \| 2017 \| \| \| \| \| 31 tháng 3 & 1 tháng 4 \| Coldplay \| A Head Full of Dreams Tour \| Buổi biểu diễn thứ hai được thêm vào ngày 31 tháng 3 sau khi vé được bán hết trong 2 giờ. \| \| 26 tháng 8 \| Foo Fighters \| Concrete and Gold Tour \| \| \| 21 tháng 10 \| Backstreet Boys \| Larger Than Life Tour \| \| \| 2018 \| \| \| \| \| 6 tháng 1 \| Châu Kiệt Luân \| THE INVINCIBLE 2 JAY CHOU CONCERT TOUR \| \| \| 2 tháng 6 \| Ngũ Nguyệt Thiên \| Life Tour \| \| \| 27 tháng 10 \| Jason Mraz \| Goods Vibes with Jason Mraz \| \| \| 2019 \| \| \| \| \| 19 tháng 1 \| BTS \| BTS World Tour: Love Yourself \| \| \| 7 tháng 3 \| Maroon 5 \| Red Pill Blues Tour \| \| \| 26 tháng 4 \| Ed Sheeran \| ÷ Tour \| \| \| 10 tháng 8 \| Westlife \| The Twenty Tour \| \| \| 30 tháng 11 & 1 tháng 12 \| U2 \| The Joshua Tree Tour 2019 \| \| \| 21 & 22 tháng 12 \| Lâm Tuấn Kiệt \| Sanctuary 2.0 World Tour 林俊杰《圣所2.0》世界巡回演唱会 \| \| \| 2020 \| \| \| \| \| 10 & 11 tháng 1 \| Châu Kiệt Luân \| Carnival World Tour 周杰倫嘉年華世界巡迴演唱會 \| \| \| 2022 \| \| \| \| \| 21 tháng 8 \| Billie Eilish \| Happier Than Ever, The World Tour \| \| \| 25 tháng 10 \| Justin Bieber \| Justice World Tour \| \| \| 4 & 5 tháng 11 \| Lâm Tuấn Kiệt \| JJ20 World Tour 《JJ 林俊傑 JJ20 世界巡迴演唱會》 \| \| \| 12 tháng 11 \| Guns N' Roses \| Guns N' Roses 2020 Tour \| \| \| 28 tháng 11 \| Maroon 5 \| 2020 Tour \| \| \| 3 tháng 12 \| Ngũ Nguyệt Thiên \| Fly to 2022 World Tour 《五月天好好好想見到你 Mayday Fly to 2022 新加坡演唱會》 \| \| \| 17 & 18 tháng 12 \| Châu Kiệt Luân \| Carnival World Tour 周杰倫嘉年華世界巡迴演唱會 \| \| \| 2023 \| \| \| \| \| 16 tháng 2 \| Red Hot Chili Peppers \| Global Stadium Tour \| \| \| 13 và 14 tháng 5 \| Blackpink \| Born Pink World Tour \| Số lượng khán giả: 97.977 Doanh thu: $18.452.183 \| \| 2024 \| \| \| \| \| 23, 24, 26, 27, 30 & 31 tháng 1 \| Coldplay \| Coldplay: Music Of The Spheres World Tour \| Tiết mục đầu tiên trong lịch sử được biểu diễn, bốn, năm và sáu buổi diễn trong một chuyến lưu diễn duy nhất tại Sân vận động Quốc gia Singapore. Tổng số khán giả: 321.113. \| \| 16 tháng 2 \| Ed Sheeran \| +–=÷× Tour \| Số lượng khán giả: 57,161 Doanh thu: $9,430,976 \| \| 2,3,4 & 7,8,9 tháng 3 \| Taylor Swift \| The Eras Tour \| Nghệ sĩ solo và nữ đầu tiên trong lịch sử lên lịch ba, bốn, năm và sáu buổi diễn trong một chuyến lưu diễn duy nhất tại Sân vận động quốc gia Singapore. Kỷ lục về số lượng khán giả là 63.000 người đã được thiết lập vào đêm chung kết. Tổng số khán giả: 368.000 người. \| \| 3,5 & 6 tháng 4 \| Bruno Mars \| 2022–2024 Tour \| Số lượng khán giả: 147,911 Doanh thu: $23,152,809 \| \| 28 tháng 9 \| Stray Kids \| Dominate World Tour \| \| \| 2025 \| \| \| \| \| 11 & 12 tháng 1 \| Mayday \| #5525 Back To That Day World Tour \| \| \| 25 & 26 tháng 1 \| Seventeen \| Right Here World Tour \| \| \| 14 & 15 tháng 2 \| Joker Xue \| Extraterrestrial World Tour \| Nghệ sĩ Trung Quốc đại lục đầu tiên biểu diễn tại Sân vận động Quốc gia; nghệ sĩ Trung Quốc đại lục đầu tiên biểu diễn hai buổi trong một chuyến lưu diễn duy nhất tại Sân vận động Quốc gia Singapore \| \| 1 tháng 3 \| G.E.M. \| I Am Gloria World Tour \| Nghệ sĩ Hồng Kông đầu tiên biểu diễn tại Sân vận động Quốc gia Singapore \| Sân vận động Quốc gia Singapore | Các buổi hòa nhạc được tổ chức tại Sân vận động \| 2014 \| 2014 \| 2014 \| 2014 \| \| ------------------------------- \| --------------------- \| ------------------------------------------------------------------------------- \| -------------------------------------------------------------------------------------------------------------------------------------------------------------------------------------------------------------------------------------------------------------------------- \| \| 5 tháng 7 \| Tôn Yến Tư \| Kepler World Tour \| \| \| 24 tháng 10 \| Mariah Carey \| The Elusive Chanteuse Show \| \| \| 27 tháng 12 \| Châu Kiệt Luân \| OPUS 2 JAY 2014 WORLD TOUR \| \| \| 2015 \| \| \| \| \| 11 tháng 3 \| One Direction \| On the Road Again Tour \| \| \| 2016 \| \| \| \| \| 9 tháng 1 \| Trương Huệ Muội \| aMEI/AMIT UTOPIA World Tour \| \| \| 28 tháng 2 \| Madonna \| Rebel Heart Tour \| \| \| 3 tháng 9 \| Châu Kiệt Luân \| The Invincible Concert Tour 2016 \| \| \| 2017 \| \| \| \| \| 31 tháng 3 & 1 tháng 4 \| Coldplay \| A Head Full of Dreams Tour \| Buổi biểu diễn thứ hai được thêm vào ngày 31 tháng 3 sau khi vé được bán hết trong 2 giờ. \| \| 26 tháng 8 \| Foo Fighters \| Concrete and Gold Tour \| \| \| 21 tháng 10 \| Backstreet Boys \| Larger Than Life Tour \| \| \| 2018 \| \| \| \| \| 6 tháng 1 \| Châu Kiệt Luân \| THE INVINCIBLE 2 JAY CHOU CONCERT TOUR \| \| \| 2 tháng 6 \| Ngũ Nguyệt Thiên \| Life Tour \| \| \| 27 tháng 10 \| Jason Mraz \| Goods Vibes with Jason Mraz \| \| \| 2019 \| \| \| \| \| 19 tháng 1 \| BTS \| BTS World Tour: Love Yourself \| \| \| 7 tháng 3 \| Maroon 5 \| Red Pill Blues Tour \| \| \| 26 tháng 4 \| Ed Sheeran \| ÷ Tour \| \| \| 10 tháng 8 \| Westlife \| The Twenty Tour \| \| \| 30 tháng 11 & 1 tháng 12 \| U2 \| The Joshua Tree Tour 2019 \| \| \| 21 & 22 tháng 12 \| Lâm Tuấn Kiệt \| Sanctuary 2.0 World Tour 林俊杰《圣所2.0》世界巡回演唱会 \| \| \| 2020 \| \| \| \| \| 10 & 11 tháng 1 \| Châu Kiệt Luân \| Carnival World Tour 周杰倫嘉年華世界巡迴演唱會 \| \| \| 2022 \| \| \| \| \| 21 tháng 8 \| Billie Eilish \| Happier Than Ever, The World Tour \| \| \| 25 tháng 10 \| Justin Bieber \| Justice World Tour \| \| \| 4 & 5 tháng 11 \| Lâm Tuấn Kiệt \| JJ20 World Tour 《JJ 林俊傑 JJ20 世界巡迴演唱會》 \| \| \| 12 tháng 11 \| Guns N' Roses \| Guns N' Roses 2020 Tour \| \| \| 28 tháng 11 \| Maroon 5 \| 2020 Tour \| \| \| 3 tháng 12 \| Ngũ Nguyệt Thiên \| Fly to 2022 World Tour 《五月天好好好想見到你 Mayday Fly to 2022 新加坡演唱會》 \| \| \| 17 & 18 tháng 12 \| Châu Kiệt Luân \| Carnival World Tour 周杰倫嘉年華世界巡迴演唱會 \| \| \| 2023 \| \| \| \| \| 16 tháng 2 \| Red Hot Chili Peppers \| Global Stadium Tour \| \| \| 13 và 14 tháng 5 \| Blackpink \| Born Pink World Tour \| Số lượng khán giả: 97.977 Doanh thu: $18.452.183 \| \| 2024 \| \| \| \| \| 23, 24, 26, 27, 30 & 31 tháng 1 \| Coldplay \| Coldplay: Music Of The Spheres World Tour \| Tiết mục đầu tiên trong lịch sử được biểu diễn, bốn, năm và sáu buổi diễn trong một chuyến lưu diễn duy nhất tại Sân vận động Quốc gia Singapore. Tổng số khán giả: 321.113. \| \| 16 tháng 2 \| Ed Sheeran \| +–=÷× Tour \| Số lượng khán giả: 57,161 Doanh thu: $9,430,976 \| \| 2,3,4 & 7,8,9 tháng 3 \| Taylor Swift \| The Eras Tour \| Nghệ sĩ solo và nữ đầu tiên trong lịch sử lên lịch ba, bốn, năm và sáu buổi diễn trong một chuyến lưu diễn duy nhất tại Sân vận động quốc gia Singapore. Kỷ lục về số lượng khán giả là 63.000 người đã được thiết lập vào đêm chung kết. Tổng số khán giả: 368.000 người. \| \| 3,5 & 6 tháng 4 \| Bruno Mars \| 2022–2024 Tour \| Số lượng khán giả: 147,911 Doanh thu: $23,152,809 \| \| 28 tháng 9 \| Stray Kids \| Dominate World Tour \| \| \| 2025 \| \| \| \| \| 11 & 12 tháng 1 \| Mayday \| #5525 Back To That Day World Tour \| \| \| 25 & 26 tháng 1 \| Seventeen \| Right Here World Tour \| \| \| 14 & 15 tháng 2 \| Joker Xue \| Extraterrestrial World Tour \| Nghệ sĩ Trung Quốc đại lục đầu tiên biểu diễn tại Sân vận động Quốc gia; nghệ sĩ Trung Quốc đại lục đầu tiên biểu diễn hai buổi trong một chuyến lưu diễn duy nhất tại Sân vận động Quốc gia Singapore \| \| 1 tháng 3 \| G.E.M. \| I Am Gloria World Tour \| Nghệ sĩ Hồng Kông đầu tiên biểu diễn tại Sân vận động Quốc gia Singapore \| Sân vận động Quốc gia Singapore | Các buổi hòa nhạc được tổ chức tại Sân vận động \| 2014 \| 2014 \| 2014 \| 2014 \| \| ------------------------------- \| --------------------- \| ------------------------------------------------------------------------------- \| -------------------------------------------------------------------------------------------------------------------------------------------------------------------------------------------------------------------------------------------------------------------------- \| \| 5 tháng 7 \| Tôn Yến Tư \| Kepler World Tour \| \| \| 24 tháng 10 \| Mariah Carey \| The Elusive Chanteuse Show \| \| \| 27 tháng 12 \| Châu Kiệt Luân \| OPUS 2 JAY 2014 WORLD TOUR \| \| \| 2015 \| \| \| \| \| 11 tháng 3 \| One Direction \| On the Road Again Tour \| \| \| 2016 \| \| \| \| \| 9 tháng 1 \| Trương Huệ Muội \| aMEI/AMIT UTOPIA World Tour \| \| \| 28 tháng 2 \| Madonna \| Rebel Heart Tour \| \| \| 3 tháng 9 \| Châu Kiệt Luân \| The Invincible Concert Tour 2016 \| \| \| 2017 \| \| \| \| \| 31 tháng 3 & 1 tháng 4 \| Coldplay \| A Head Full of Dreams Tour \| Buổi biểu diễn thứ hai được thêm vào ngày 31 tháng 3 sau khi vé được bán hết trong 2 giờ. \| \| 26 tháng 8 \| Foo Fighters \| Concrete and Gold Tour \| \| \| 21 tháng 10 \| Backstreet Boys \| Larger Than Life Tour \| \| \| 2018 \| \| \| \| \| 6 tháng 1 \| Châu Kiệt Luân \| THE INVINCIBLE 2 JAY CHOU CONCERT TOUR \| \| \| 2 tháng 6 \| Ngũ Nguyệt Thiên \| Life Tour \| \| \| 27 tháng 10 \| Jason Mraz \| Goods Vibes with Jason Mraz \| \| \| 2019 \| \| \| \| \| 19 tháng 1 \| BTS \| BTS World Tour: Love Yourself \| \| \| 7 tháng 3 \| Maroon 5 \| Red Pill Blues Tour \| \| \| 26 tháng 4 \| Ed Sheeran \| ÷ Tour \| \| \| 10 tháng 8 \| Westlife \| The Twenty Tour \| \| \| 30 tháng 11 & 1 tháng 12 \| U2 \| The Joshua Tree Tour 2019 \| \| \| 21 & 22 tháng 12 \| Lâm Tuấn Kiệt \| Sanctuary 2.0 World Tour 林俊杰《圣所2.0》世界巡回演唱会 \| \| \| 2020 \| \| \| \| \| 10 & 11 tháng 1 \| Châu Kiệt Luân \| Carnival World Tour 周杰倫嘉年華世界巡迴演唱會 \| \| \| 2022 \| \| \| \| \| 21 tháng 8 \| Billie Eilish \| Happier Than Ever, The World Tour \| \| \| 25 tháng 10 \| Justin Bieber \| Justice World Tour \| \| \| 4 & 5 tháng 11 \| Lâm Tuấn Kiệt \| JJ20 World Tour 《JJ 林俊傑 JJ20 世界巡迴演唱會》 \| \| \| 12 tháng 11 \| Guns N' Roses \| Guns N' Roses 2020 Tour \| \| \| 28 tháng 11 \| Maroon 5 \| 2020 Tour \| \| \| 3 tháng 12 \| Ngũ Nguyệt Thiên \| Fly to 2022 World Tour 《五月天好好好想見到你 Mayday Fly to 2022 新加坡演唱會》 \| \| \| 17 & 18 tháng 12 \| Châu Kiệt Luân \| Carnival World Tour 周杰倫嘉年華世界巡迴演唱會 \| \| \| 2023 \| \| \| \| \| 16 tháng 2 \| Red Hot Chili Peppers \| Global Stadium Tour \| \| \| 13 và 14 tháng 5 \| Blackpink \| Born Pink World Tour \| Số lượng khán giả: 97.977 Doanh thu: $18.452.183 \| \| 2024 \| \| \| \| \| 23, 24, 26, 27, 30 & 31 tháng 1 \| Coldplay \| Coldplay: Music Of The Spheres World Tour \| Tiết mục đầu tiên trong lịch sử được biểu diễn, bốn, năm và sáu buổi diễn trong một chuyến lưu diễn duy nhất tại Sân vận động Quốc gia Singapore. Tổng số khán giả: 321.113. \| \| 16 tháng 2 \| Ed Sheeran \| +–=÷× Tour \| Số lượng khán giả: 57,161 Doanh thu: $9,430,976 \| \| 2,3,4 & 7,8,9 tháng 3 \| Taylor Swift \| The Eras Tour \| Nghệ sĩ solo và nữ đầu tiên trong lịch sử lên lịch ba, bốn, năm và sáu buổi diễn trong một chuyến lưu diễn duy nhất tại Sân vận động quốc gia Singapore. Kỷ lục về số lượng khán giả là 63.000 người đã được thiết lập vào đêm chung kết. Tổng số khán giả: 368.000 người. \| \| 3,5 & 6 tháng 4 \| Bruno Mars \| 2022–2024 Tour \| Số lượng khán giả: 147,911 Doanh thu: $23,152,809 \| \| 28 tháng 9 \| Stray Kids \| Dominate World Tour \| \| \| 2025 \| \| \| \| \| 11 & 12 tháng 1 \| Mayday \| #5525 Back To That Day World Tour \| \| \| 25 & 26 tháng 1 \| Seventeen \| Right Here World Tour \| \| \| 14 & 15 tháng 2 \| Joker Xue \| Extraterrestrial World Tour \| Nghệ sĩ Trung Quốc đại lục đầu tiên biểu diễn tại Sân vận động Quốc gia; nghệ sĩ Trung Quốc đại lục đầu tiên biểu diễn hai buổi trong một chuyến lưu diễn duy nhất tại Sân vận động Quốc gia Singapore \| \| 1 tháng 3 \| G.E.M. \| I Am Gloria World Tour \| Nghệ sĩ Hồng Kông đầu tiên biểu diễn tại Sân vận động Quốc gia Singapore \| Sân vận động Quốc gia Singapore |
| Ngày | Nghệ sĩ | Sự kiện | Ghi chú |
| 2014 | 2014 | 2014 | 2014 |
| --- | --- | --- | --- |
| 5 tháng 7 | Tôn Yến Tư | Kepler World Tour | |
| 24 tháng 10 | Mariah Carey | The Elusive Chanteuse Show | |
| 27 tháng 12 | Châu Kiệt Luân | OPUS 2 JAY 2014 WORLD TOUR | |
| 2015 | | | |
| 11 tháng 3 | One Direction | On the Road Again Tour | |
| 2016 | | | |
| 9 tháng 1 | Trương Huệ Muội | aMEI/AMIT UTOPIA World Tour | |
| 28 tháng 2 | Madonna | Rebel Heart Tour | |
| 3 tháng 9 | Châu Kiệt Luân | The Invincible Concert Tour 2016 | |
| 2017 | | | |
| 31 tháng 3 & 1 tháng 4 | Coldplay | A Head Full of Dreams Tour | Buổi biểu diễn thứ hai được thêm vào ngày 31 tháng 3 sau khi vé được bán hết trong 2 giờ. |
| 26 tháng 8 | Foo Fighters | Concrete and Gold Tour | |
| 21 tháng 10 | Backstreet Boys | Larger Than Life Tour | |
| 2018 | | | |
| 6 tháng 1 | Châu Kiệt Luân | THE INVINCIBLE 2 JAY CHOU CONCERT TOUR | |
| 2 tháng 6 | Ngũ Nguyệt Thiên | Life Tour | |
| 27 tháng 10 | Jason Mraz | Goods Vibes with Jason Mraz | |
| 2019 | | | |
| 19 tháng 1 | BTS | BTS World Tour: Love Yourself | |
| 7 tháng 3 | Maroon 5 | Red Pill Blues Tour | |
| 26 tháng 4 | Ed Sheeran | ÷ Tour | |
| 10 tháng 8 | Westlife | The Twenty Tour | |
| 30 tháng 11 & 1 tháng 12 | U2 | The Joshua Tree Tour 2019 | |
| 21 & 22 tháng 12 | Lâm Tuấn Kiệt | Sanctuary 2.0 World Tour 林俊杰《圣所2.0》世界巡回演唱会 | |
| 2020 | | | |
| 10 & 11 tháng 1 | Châu Kiệt Luân | Carnival World Tour 周杰倫嘉年華世界巡迴演唱會 | |
| 2022 | | | |
| 21 tháng 8 | Billie Eilish | Happier Than Ever, The World Tour | |
| 25 tháng 10 | Justin Bieber | Justice World Tour | |
| 4 & 5 tháng 11 | Lâm Tuấn Kiệt | JJ20 World Tour 《JJ 林俊傑 JJ20 世界巡迴演唱會》 | |
| 12 tháng 11 | Guns N' Roses | Guns N' Roses 2020 Tour | |
| 28 tháng 11 | Maroon 5 | 2020 Tour | |
| 3 tháng 12 | Ngũ Nguyệt Thiên | Fly to 2022 World Tour 《五月天好好好想見到你 Mayday Fly to 2022 新加坡演唱會》 | |
| 17 & 18 tháng 12 | Châu Kiệt Luân | Carnival World Tour 周杰倫嘉年華世界巡迴演唱會 | |
| 2023 | | | |
| 16 tháng 2 | Red Hot Chili Peppers | Global Stadium Tour | |
| 13 và 14 tháng 5 | Blackpink | Born Pink World Tour | Số lượng khán giả: 97.977 Doanh thu: $18.452.183 |
| 2014 | | | |
| 5 tháng 7 | Tôn Yến Tư | Kepler World Tour | |
| 24 tháng 10 | Mariah Carey | The Elusive Chanteuse Show | |
| 27 tháng 12 | Châu Kiệt Luân | OPUS 2 JAY 2014 WORLD TOUR | |
| 2015 | | | |
| 11 tháng 3 | One Direction | On the Road Again Tour | |
| 2016 | | | |
| 9 tháng 1 | Trương Huệ Muội | aMEI/AMIT UTOPIA World Tour | |
| 28 tháng 2 | Madonna | Rebel Heart Tour | |
| 3 tháng 9 | Châu Kiệt Luân | The Invincible Concert Tour 2016 | |
| 2017 | | | |
| 31 tháng 3 & 1 tháng 4 | Coldplay | A Head Full of Dreams Tour | Buổi biểu diễn thứ hai được thêm vào ngày 31 tháng 3 sau khi vé được bán hết trong 2 giờ. |
| 26 tháng 8 | Foo Fighters | Concrete and Gold Tour | |
| 21 tháng 10 | Backstreet Boys | Larger Than Life Tour | |
| 2018 | | | |
| 6 tháng 1 | Châu Kiệt Luân | THE INVINCIBLE 2 JAY CHOU CONCERT TOUR | |
| 2 tháng 6 | Ngũ Nguyệt Thiên | Life Tour | |
| 27 tháng 10 | Jason Mraz | Goods Vibes with Jason Mraz | |
| 2019 | | | |
| 19 tháng 1 | BTS | BTS World Tour: Love Yourself | |
| 7 tháng 3 | Maroon 5 | Red Pill Blues Tour | |
| 26 tháng 4 | Ed Sheeran | ÷ Tour | |
| 10 tháng 8 | Westlife | The Twenty Tour | |
| 30 tháng 11 & 1 tháng 12 | U2 | The Joshua Tree Tour 2019 | |
| 21 & 22 tháng 12 | Lâm Tuấn Kiệt | Sanctuary 2.0 World Tour 林俊杰《圣所2.0》世界巡回演唱会 | |
| 2020 | | | |
| 10 & 11 tháng 1 | Châu Kiệt Luân | Carnival World Tour 周杰倫嘉年華世界巡迴演唱會 | |
| 2022 | | | |
| 21 tháng 8 | Billie Eilish | Happier Than Ever, The World Tour | |
| 25 tháng 10 | Justin Bieber | Justice World Tour | |
| 4 & 5 tháng 11 | Lâm Tuấn Kiệt | JJ20 World Tour 《JJ 林俊傑 JJ20 世界巡迴演唱會》 | |
| 12 tháng 11 | Guns N' Roses | Guns N' Roses 2020 Tour | |
| 28 tháng 11 | Maroon 5 | 2020 Tour | |
| 3 tháng 12 | Ngũ Nguyệt Thiên | Fly to 2022 World Tour 《五月天好好好想見到你 Mayday Fly to 2022 新加坡演唱會》 | |
| 17 & 18 tháng 12 | Châu Kiệt Luân | Carnival World Tour 周杰倫嘉年華世界巡迴演唱會 | |
| 2023 | | | |
| 16 tháng 2 | Red Hot Chili Peppers | Global Stadium Tour | |
| 13 và 14 tháng 5 | Blackpink | Born Pink World Tour | Số lượng khán giả: 97.977 Doanh thu: $18.452.183 |
| 2024 | | | |
| 23, 24, 26, 27, 30 & 31 tháng 1 | Coldplay | Coldplay: Music Of The Spheres World Tour | Tiết mục đầu tiên trong lịch sử được biểu diễn, bốn, năm và sáu buổi diễn trong một chuyến lưu diễn duy nhất tại Sân vận động Quốc gia Singapore. Tổng số khán giả: 321.113. |
| 16 tháng 2 | Ed Sheeran | +–=÷× Tour | Số lượng khán giả: 57,161 Doanh thu: $9,430,976 |
| 2,3,4 & 7,8,9 tháng 3 | Taylor Swift | The Eras Tour | Nghệ sĩ solo và nữ đầu tiên trong lịch sử lên lịch ba, bốn, năm và sáu buổi diễn trong một chuyến lưu diễn duy nhất tại Sân vận động quốc gia Singapore. Kỷ lục về số lượng khán giả là 63.000 người đã được thiết lập vào đêm chung kết. Tổng số khán giả: 368.000 người. |
| 3,5 & 6 tháng 4 | Bruno Mars | 2022–2024 Tour | Số lượng khán giả: 147,911 Doanh thu: $23,152,809 |
| 28 tháng 9 | Stray Kids | Dominate World Tour | |
| 2025 | | | |
| 11 & 12 tháng 1 | Mayday | #5525 Back To That Day World Tour | |
| 25 & 26 tháng 1 | Seventeen | Right Here World Tour | |
| 14 & 15 tháng 2 | Joker Xue | Extraterrestrial World Tour | Nghệ sĩ Trung Quốc đại lục đầu tiên biểu diễn tại Sân vận động Quốc gia; nghệ sĩ Trung Quốc đại lục đầu tiên biểu diễn hai buổi trong một chuyến lưu diễn duy nhất tại Sân vận động Quốc gia Singapore |
| 1 tháng 3 | G.E.M. | I Am Gloria World Tour | Nghệ sĩ Hồng Kông đầu tiên biểu diễn tại Sân vận động Quốc gia Singapore |

### Lễ diễu hành Ngày Quốc khánh Singapore
Vào ngày 9 tháng 8 năm 2016, Sân vận động Quốc gia mới đã tổ chức Lễ diễu hành Ngày Quốc khánh Singapore (NDP). Trước đây, sự kiện này thường được tổ chức tại Sân vận động Quốc gia cũ, và tại The Float @ Marina Bay – một địa điểm tạm thời trên Vịnh Marina được xây dựng để tổ chức các sự kiện văn hóa và thể thao ngoài trời trong thời gian Sân vận động Quốc gia mới đang được xây dựng. Thiết kế của sân vận động đã dẫn đến những hạn chế và thay đổi khi tổ chức sự kiện, bao gồm: khán giả trong sân vận động khó quan sát được màn trình diễn máy bay của quân đội và pháo hoa ngoài trời do bị mái che che khuất, các phương tiện quân sự bọc thép không thể chạy trên đường chạy điền kinh của sân vận động, và Đội Nhảy dù không thể nhảy dù xuống sân vận động có mái che do lo ngại về độ an toàn. Do đó, lễ diễu hành đã kết hợp các màn trình diễn khác nhau, chẳng hạn như màn trình diễn ánh sáng (bao gồm một phân đoạn hiển thị hình ảnh các địa danh của Singapore, được thực hiện bằng công nghệ trình chiếu mapping), "con rối" lớn và các bài thuyết trình nghệ thuật khác.
Sự kiện gây ra những phản ứng dữ dội vì chi phí gia tăng so với khi sự kiện được tổ chức tại The Float. Theo hợp đồng giữa Trung tâm Thể thao và Chính phủ Singapore thì mỗi năm, các nhà tổ chức NDP được phép sử dụng sân vận động này miễn phí trong 45 ngày. Tuy nhiên, các kỹ thuật viên và nghệ sĩ biểu diễn cho rằng khung thời gian cần được kéo dài lên 80 ngày, do đó Trung tâm Thể thao đã yêu cầu tăng thêm 26 triệu đô la nhưng sau đó giảm xuống còn 10 triệu đô la.
Vào tháng 10 năm 2017, có thông báo rằng The Float sẽ được tái phát triển thành một địa điểm cố định được gọi là NS Square, và đóng vai trò là địa điểm chính để tổ chức NDP khi sự kiện này không được tổ chức tại The Padang 5 năm một lần. Quyết định này đã đặt ra câu hỏi về việc liệu sân vận động có làm mất đi truyền thống tổ chức các sự kiện cộng đồng mà Sân vận động Quốc gia cũ từng có hay không. Ngược lại, có ý kiến cho rằng việc không tổ chức NDP tại Sân vận động Quốc gia mới sẽ giúp sân có thể tổ chức các sự kiện thể thao quốc tế lớn, đặc biệt là trong những tháng mùa hè. Các kế hoạch tổ chức Giải vô địch điền kinh dành cho người lớn tuổi châu Á và Cúp Merlion tại sân vận động trước đây cũng đã bị hủy bỏ do chi phí thuê quá cao. Với việc NS Square dự kiến được khởi công xây dựng vào năm 2023 và kéo dài đến năm 2026, các nhà tổ chức cho biết NDP năm 2024 có thể sẽ được tổ chức tại Sân vận động Quốc gia mới một lần nữa.

### Sự kiện tôn giáo
Vào tháng 5 năm 2019, Sân vận động Quốc gia đã tổ chức Celebration of Hope, một sự kiện truyền giáo kéo dài ba ngày do Rennis Ponniah chủ trì.